# Guillaume Marie Anne Brune
Guillaume Marie Anne Brune, francoski maršal, * 1763, † 1815.

## Življenjepis
Brune je bil po poklicu stavec. Med francosko revolucijo se je izkazal v bojih in bil povišan v generala. Leta 1804 ga je Napoleon I. povzdignil v maršala. Po njegovem padcu so ga rojalisti ubili.